# Willem Schellinks
Willem Schellinks (1627-1678) fue un pintor holandés, que además fue también dibujante y grabador de paisajes y escenas marinas y poeta. Willem Schellinks fue uno de los artistas holandeses de su tiempo que más viajó. Viajó por el Loira y el Sena en 1646, y entre 1661 y 1665 visitó Inglaterra, Francia, Italia, Malta, Alemania y Suiza, manteniendo un registro de sus viajes en múltiples paisajes y vistas panorámicas, así como un diario. Apellido alternativo, Schellinger y Schellinx. 

## Vida
Willem Schellinks nació en una familia de artistas en Ámsterdam. Era hijo de un topógrafo y hermano de Daniël Schellinks (hacia 1627–1701), que era un artista aficionado. Otro hermano, Jacob, se estableció en Southampton, Colonia de Connecticut y emprendió la caza de ballenas. Después de terminar sus estudios con Karel Dujardin a la edad de unos veinte años, viajó a Francia con Lambert Doomer en 1646. Después de eso, emprendió otro viaje en 1661–1665 como guía de un tal Sr. 'Jakob Thierry de Jong', un joven caballero en su Gran gira.

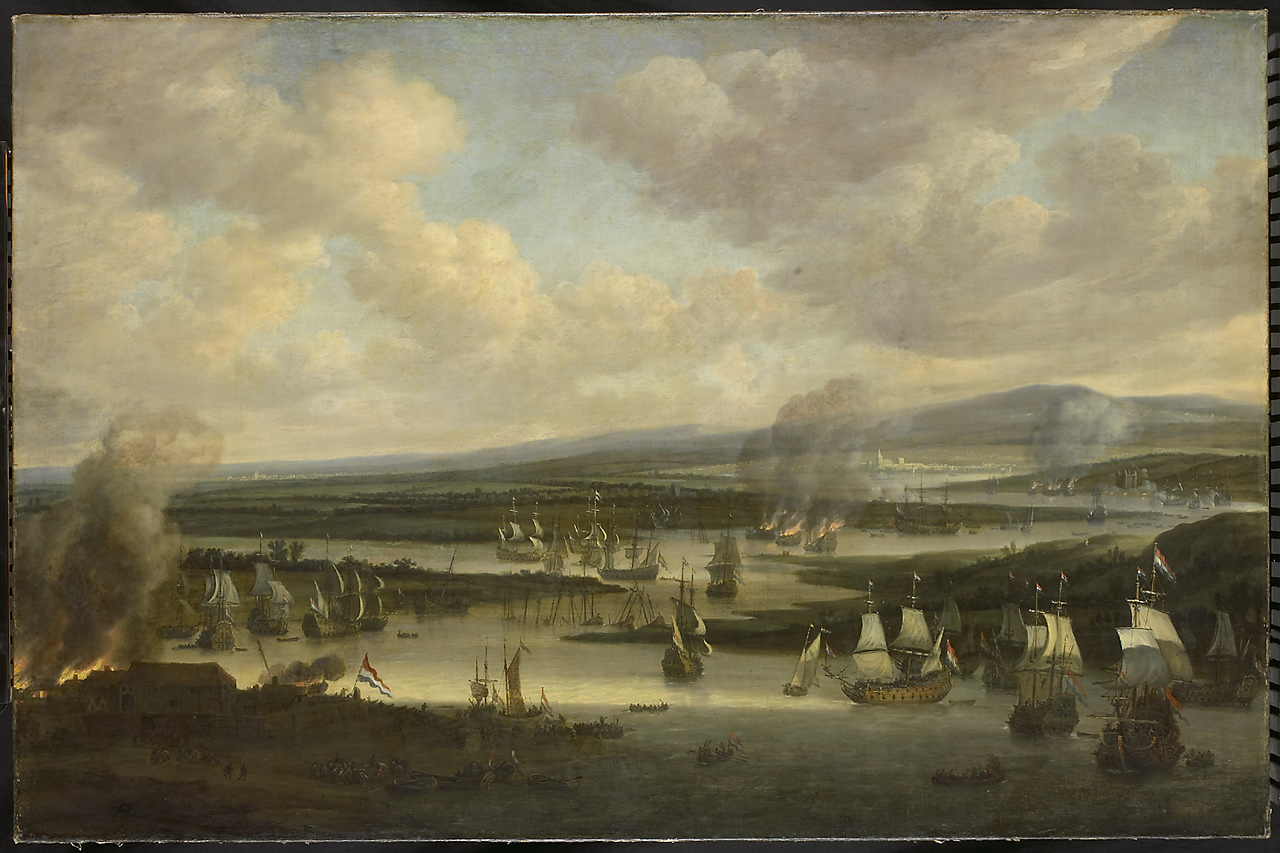
Quema de la flota inglesa en Chatham

Schellinks compiló sus dibujos y notas sobre este último viaje en tres volúmenes, que permanecieron sin publicar, pero que guardó para que los amigos los leyeran. El pintor y grabador Arnoud van Halen adquirió estos volúmenes y el artista holandés biógrafo Arnold Houbraken recibió permiso para leerlos. Este viaje, que comenzó el 14 de julio de 1661, incluyó visitas a Inglaterra, Francia, Italia, Sicilia, Malta, Alemania y Suiza. Describe los principales lugares de interés de las ciudades que visita. Su camino a casa desde Italia lo llevó "desde Venecia a Padua, sobre Verona, Mantua, Trento y Múnich. En Munich, visitó todas las habitaciones del recién construido Palacio de los Condes de Baviera, y describió todas las pinturas y estatuas que vio allí. Luego continuó a Augsburgo, Ratisbona, Núremberg, Hanau, Frankfurt, Worms, Frankenthal, Heidelberg, Espira, Estrasburgo, Breisach, Basilea, Zúrich, Baden, Berna, Maguncia, Colonia, Mülheim, Düsseldorf, Cléveris, Nimega y Utrecht, donde llegó el 23 de agosto de 1665."

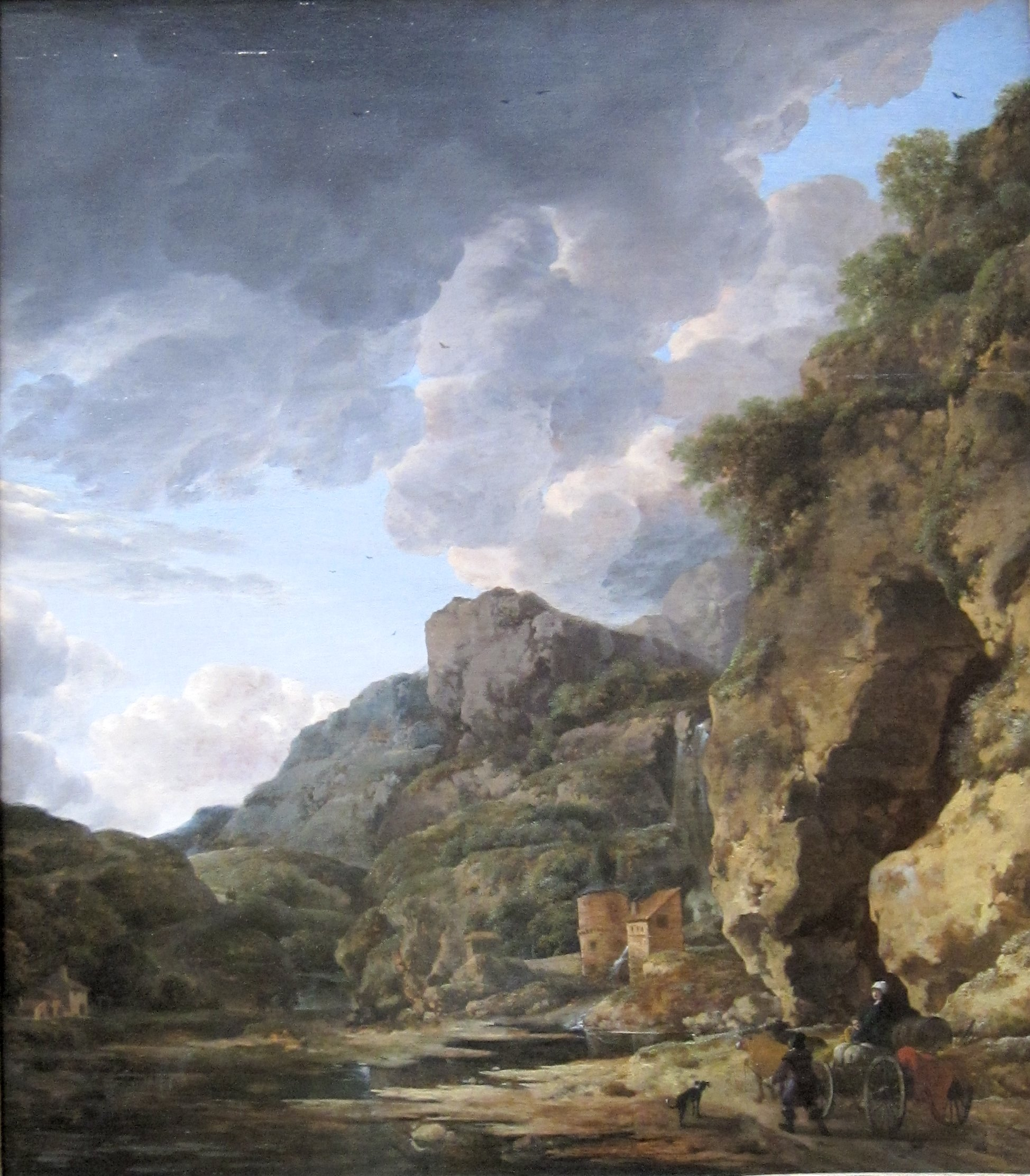
Paisaje de montaña con río y carro

El diario escrito a mano de Schellinks, escrito algunos años después de sus viajes 1661–1665 y basado en sus notas ahora perdidas, se conserva en la Biblioteca Real de Copenhague. Una transcripción hecha por el propio Schellinks se encuentra actualmente en la Biblioteca Bodleian. La parte del diario que cubre su viaje en Inglaterra fue publicada en inglés. Constituye un importante registro de las condiciones de viaje en el siglo XVII. Si bien Schellinks no ofrece muchas ideas sobre sus puntos de vista sobre el arte o el enfoque de la pintura de paisajes, su descripción de las colecciones de arte en los palacios romanos llenó un vacío en la literatura de viajes holandesa de su tiempo. Schellinks puedo haber sido encargado por el gobierno holandés para hacer los bocetos de sus viajes al extranjero, ya que muchos de sus dibujos incluyen puntos estratégicos que podrían haber interesado al servicio de inteligencia del gobierno. Algunos de ellos también se utilizaron en la compilación del famoso Atlas Blaeu-Van der Hem, publicado en Ámsterdam entre 1649 y 1673.

## Trabajo
Willem Schellinks dibujó y pintó principalmente vistas holandesas e italianas, escenas de ríos y puertos, posadas o ruinas antiguas con jinetes en reposo y grupos de caza. También pintó varias escenas de invierno. Tomó prestado generosamente el estilo de otros artistas, en particular de los maestros italianos. Es probable que sus obras sean tan raras porque muchos de ellos han sido atribuidos erróneamente a otros pintores. Después de la muerte de Schellinks, Frederick de Moucheron completó muchas de sus pinturas y les agregó figuras.

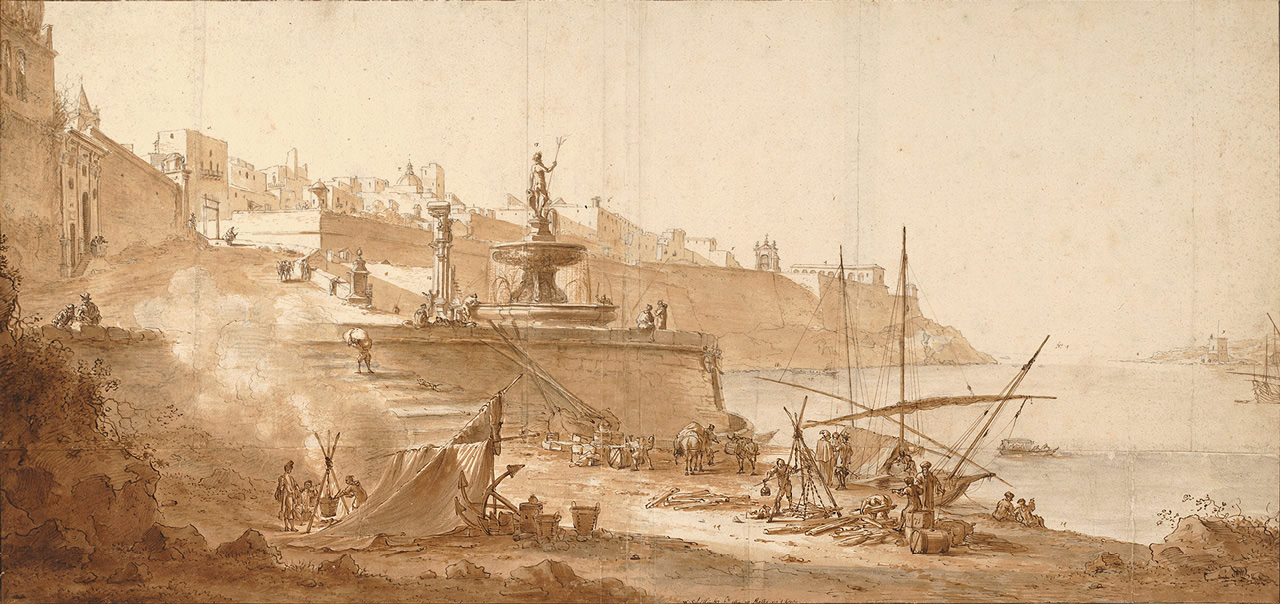
La Fontana Nuova, La Valeta, Gran Puerto

Una importante influencia en su trabajo fue Jan Asselyn. Asselyn era conocido principalmente como un pintor de paisajes del sur con ruinas, pero además había desarrollado un nuevo tipo de paisaje de invierno. En lugar del tipo tradicional de paisaje invernal, caracterizado por una adición de planos y multitudes de figuras, Asselyn pintó paisajes en los que los elementos compositivos se limitaban a unos pocos motivos grandes y algunas figuras dispersas, que se utilizaban solo para animar la escena. Su objetivo principal era dar una representación sutil de la atmósfera de invierno. Estos paisajes de invierno formaron una importante inspiración para las propias composiciones de Schellinks. La composición City Walls in Winter (Rijksmuseum) de hecho se atribuyó originalmente a Asselyn. Este paisaje invernal se inspiró en la composición de Asselyn en una colección privada inglesa. La reinterpretación de Schellinks exageró las connotaciones patéticas.
Schellinks usó sus primeros dibujos de Inglaterra como base para sus pinturas de la exitosa incursión naval de los holandeses en 1667 en la flota inglesa en Chatham durante la Segunda Guerra Anglo-Holandesa. Representa el momento en que los holandeses triunfan mostrando a un contingente militar inglés que llega demasiado tarde.
Schellinks a menudo colaboraba con otros artistas para quienes pintaba los paisajes o las figuras. Por ejemplo, en el Paisaje de montaña con río y carro (Museo Getty) pintó las figuras del paisaje de la mano de Herman Nauwincx. En La finca de burgomaster Nicolaas Pancras (Museo de Ámsterdam), pintó el paisaje al que Adriaen van de Velde añadió las figuras y los animales.